# KSZO Ostrowiec Świętokrzyski
KSZO Ostrowiec Świętokrzyski (uitspraak: [ˈkʂɔ ɔsˈtrɔvʲɛt͡s ɕfʲɛntɔˈkʂɨskʲi], ong. ksjo ostrovjets sjfiëntoksjeskie) is een voetbalclub uit de stad Ostrowiec Świętokrzyski in Polen. KSZO is twee keer gepromoveerd naar de Ekstraklasa, namelijk in 1997 en 2001.
De club is opgericht in 1929. Vanaf 1945 tot begin jaren zestig speelde de club onder de naam Stal Ostrowiec. De clubkleuren zijn oranje/zwart.

## Corruptie
De Poolse voetbalbond PZPN heeft op 12 april 2007 besloten KSZO een klasse te degraderen. Dit gebeurde naar aanleiding van betrokkenheid van de club bij een corruptieschandaal in Polen. In totaal werden zes Poolse clubs gestraft, waaronder twee ploegen uit de Ekstraklasa.
Naast de degradatie krijgt KSZO nog een boete van vijftigduizend złoty en zal de ploeg het nieuwe seizoen moeten beginnen met een aftrek van zes punten.

## Bekende spelers
Bekende spelers die ooit bij KSZO Ostrowiec Świętokrzyski hebben gespeeld:
Mariusz Jop, Kamil Kosowski